# Liste de philologues
Liste de philologues célèbres, « multiplici variaque doctrina censebatur », dans le sens usuel jusqu'à Ferdinand de Saussure, c'est-à-dire de praticiens de l'étude critique des textes, principalement en vue de leur édition scientifique.
Elle comprend de nombreux grammairiens et humanistes ainsi que des bibliothécaires, des traducteurs, des archéologues, des jurisconsultes, des polygraphes, des linguistes, des métriciens, des hellénistes, des latinistes, des historiens, des philosophes, des paléographes, des épigraphistes et des numismates, spécialistes des diverses littératures antiques ou « classiques », et est aussi en rapport avec l'herméneutique, la critique génétique, la codicologie, la diplomatique, la stylistique, l'histoire des sciences et la linguistique comparée, etc.
Le premier jet se base sur les auteurs et le plan indiqués par Salomon Reinach (1907). Les auteurs cités par Michel Espagne (1997) développe celui-ci. Le classement est chronologique, à l’intérieur des sections.

## Philologie de l'Antiquité et du Moyen Âge

### Grammairiens indiens
- Pāṇini (c. VIIe – IVe siècles av. J.-C.)
- Patanjali (IIe siècle av. J.-C.)

### Grecs

#### Les bibliothécaires des Ptolémées
- Zénodote (c. 323/333 – c. 260 av. J.-C.)
- Callimaque de Cyrène (c. 305 – c. 240 av. J.-C.)
- Ératosthène (c. 276 – c. 194 av. J.-C.)
- Aristophane de Byzance (c. 257 – c. 180 av. J.-C.)
- Aristarque de Samothrace (c. 220 – 143 av. J.-C.)

#### L'école grammaticale de Pergame
- Cratès de Mallos (Cilicie) (IIe siècle av. J.-C.) [*]

#### L'école grammaticale de Rhodes
- Denys le Grammairien ou le Thrace, Διονύσιος ὁ Θρᾷξ ou Dionysius Thrax (170-90 av. J.-C.)

### Latins
- Lucius Ateius Praetextatus ou C. Ateius Philologus (Ier siècle av. J.-C.)
- Varron (116–27 av. J.-C.)

#### Époque impériale
- Verrius Flaccus (Ier siècle)
- Marcus Valerius Probus, sous Néron
- Aulu-Gelle (c. 115-120 – 180), sous Marc Aurèle
- Aelius Donatus (IVe siècle)
- Maurus Servius Honoratus (IVe siècle)
- Martianus Capella (IVe siècle)
- Priscien (VIe siècle)
- Isidore de Séville (VIIe siècle)

### Savants arabophones
- Muhammad al-Fazari ou Abu Abdallah Muhammad ibn Ibrahim ibn Habib al-Fazari (mort en 796 ou 806)
- Yaqūb ibn Tāriq (en) ou Yaʿqūb ibn Ṭāriq (mort c. 796)
- Jabir Ibn Hayyan ou Abu Musa Jâbir ibn Hayyân al-Azdi, dit Geber (c. 721 – c. 815)
- Al-Hajjaj ibn Yusuf ibn Matar ou Al-Ḥajjāj ibn Yūsuf ibn Maṭar (786–833)
- Al-Khawarizmi ou Abū ʿAbdallāh Muḥammad ibn Mūsā al-Khwārizmī (c. 783 – c. 850)
- Al-Jahiz ou ’Abu ʿUthmân ʿAmrû ibn Baḥr Mahbûn al-Kinânî al-Lîthî al-Baṣrî (781 – 868/869)
- Al-Kindi ou Abū Yūsuf Yaʿqūb ibn Isḥāq al-Kindī, dit Alchindius (801–873)
- Hunayn ibn Ishaq ou ’Abū Zayd Ḥunayn ibn ’Isḥāq al-‘Ibādī (809–873)
- Abbas Ibn Firnas ou Abbas Qasim Ibn Firnas, Armen Firman (810–887)
- Thābit ibn Qurra ou Abu'l Hasan Thabit ibn Qurra' ibn Marwan al-Sabi al-Harrani (826–901)
- Muhammad ibn Zakariya al-Razi, ou Razi, Al-Razi, Ar-Razi, Ibn Zakaria, Zakariya, dit Rhazes, Rasis (865–925)
- Al-Masû'dî ou Abu al-Ḥasan ʿAlī ibn al-Ḥusayn ibn ʿAlī al-Masʿūdī, Al-Masudi (c. 896–956)
- Al-Maqdisi ou Muhammad ibn Ahmad Shams al-Din Al-Muqaddasi, El-Mukaddasi (c. 945/946–1000)
- Ibn Sīnā ou Abū ‘Alī al-Husayn ibn ‘Abd Allāh ibn Sīnā, dit Avicenne (980–1037)
- Ibn al-Haytham ou Abū ʿAlī al-Ḥasan ibn al-Ḥasan ibn al-Haytham, dit Alhazen, Alhacen (965–1039)
- Al-Biruni ou Abū Rayḥān Muḥammad ibn Aḥmad Bīrūnī, dit Alberonius, Al-Beruni, Al-Bayrooni (973–1048)
- Ibn Baja ou Abu Bakr Mohammed ben Yahya ben as-Sayegh, dit Avempace (c. 1085–1138)
- Ibn Zohr ou Abū Merwān ’Abdal-Malik ibn Zuhr, Ibn Zuhr, dit Avenzoar, Abumeron (1091–1161)
- Al-Idrissi ou Abu Abd Allah Muhammad al-Idrisi al-Qurtubi al-Hasani al-Sabti, dit Dreses (1099–1165/1166)
- Ibn Tufayl ou Abu Bakr Mohammed ben Abd-el-Malik ben Tufayl el-Qaïci, dit Ibn Tufail (1110–1185)
- Ibn Rushd ou Abu'l-Walid Muhammad ibn Rouchd de Cordoue, dit Averroès (c. 1126–1198)
- Nasir ad-Din at-Tusi ou Muḥammad ibn Muḥammad ibn Ḥasan Ṭūsī, Nasr Eddin Tusi (1201–1274)
- Ibn Nafis ou Ala al-Din Abu al-Hassan Ali ibn Abi-Hazm al-Qurashi al-Dimashqi (1210–1288)
- Ibn Khaldoun ou Abou Zeid Abd ur-Rahman Bin Mohamad Bin Khaldoun al-Hadrami, Ibn Khaldūn, Ben Xeldun (1332–1406)
- Jalaluddin al-Suyuti ou Abd Ar-Rahmân Ibn Abî Bakr Ibn Mohammad al-Khudayrî al-Asyûtî (c. 1445–1505)

### Savants byzantins
- Photios Ier de Constantinople (IXe siècle)
- Constantin Céphalas ou Konstantinos Kephalas ou Κωνσταντίνος Κεφαλάς (fin du IXe siècle et début du Xe siècle)
- Suidas (fin IXe siècle)
- Eustathe de Thessalonique (XIIe siècle)
- Jean Tzétzès (XIIe siècle)

### Renaissances du Moyen Âge occidental

#### Savants carolingiens
- Loup de Ferrières (c. 805 – 862)

#### Savants de la Renaissance duXIIesiècle
- Constantin l'Africain (1020 - 1087)
- Adélard de Bath (v. 1080 - 1142)
- Dominique Gundissalvi (v. 1105/10 - 1181)
- Jacques de Venise (deuxième quart du XIIe siècle - 1147)
- Henri Aristippe (XIIe siècle)
- Gérard de Crémone (v. 1114 - v. 1187)
- Michael Scot (c. 1175-1232)
- Arnaud de Villeneuve (v. 1240 - 1311)

## Philologie moderne occidentale

### Période italienne

#### Plutôt latinistes
- Pétrarque (1304–1374)
- Boccace (1313–1375)
- Coluccio Salutati (1331–1406)
- Varinus Phavorinus, ou Guarino (mort en 1537)
- Niccolò Niccoli (1364–1437)
- Leonardo Bruni dit Aretinus (1370–1444)
- Giovanni Aurispa (1376–1459)
- Poggio Bracciolini dit le Pogge (1380–1459)
- Cyriaque d'Ancône (c. 1391 – c. 1455)
- Giovanni Tortelli (en) (c. 1400 – 1466)
- Laurent Valla (1407–1457)
- Giulio Pomponio Leto (1428–1497)
- Marsile Ficin (1433–1499)
- Antonio de Nebrija (1441–1522)
- Domizio Calderini (1446 ou 1447 – 1478)
- Ange Politien (1454–1494)
- Pietro Bembo (1470–1547)
- Jacopo Sadoleto (1477–1547)
- Mario Nizzoli (1498–1566)
- Paul Manuce (1512–1574), fils d'Alde Manuce
- Sigonius de Modène (1520–1584)
- Marc Antoine Muret (1526–1585)

#### Plutôt hellénistes
- Manuel Chrysoloras (c. 1355–1415), vint en Italie en 1390
- Georges de Trébizonde (1396–1472), vint en Italie en 1428
- Théodore de Gaza (c. 1400–1478)
- Basilius Bessarion (1403–1472)
- Démétrius Chalcondyle (1424–1511), vint en Italie après 1453
- Niccolò Perotti (1430–1480)
- Constantin Lascaris (1434-1435 – 1501)
- Rudolph Agricola (1444–1485)
- Johannes Reuchlin ou Johann Reuchlin ou Καπνίων (1455–1522)
- Konrad Peutinger (1465–1547)
- Érasme ou Gert-Gert's (1466 ou 1469 – 1536)
- Guillaume Budé (1468–1540)
- Marcus Musurus ou Μάρκος Μουσούρος (c. 1470-1517), élève de Constantin Lascaris
- Jules César Scaliger (1484–1558)
- Robert Estienne (1503–1559)
- Étienne Dolet (1509–1546)
- Adrien Turnèbe (1512–1565)
- Denis Lambin (1516–1572)
- Thomas Linacre (1460–1524)
- Jean Louis Vivès (1492–1540)
- Joachim Camerarius l'Ancien (1500–1574)
- George Buchanan (1506–1582)

### Période française

#### Savants français
- Jacques Cujas (1520 ou 1522 – 1590)
- François Hotman, (1524–1590)
- Henri Estienne (1528 ou 1531 – 1598), fils de Robert (1503-1559)
- Barnabé Brisson (1530 ou 1531 – 1591)
- Jean Passerat (1534–1602)
- Pierre Pithou (1539–1596)
- Joseph-Juste Scaliger della Scala (1540–1609), fils de Jules-César Scaliger
- Isaac Casaubon (1559–1614)
- Jacques Sirmond (1559–1651)
- Josias Mercier (c. 1560–1626)
- François Guyet (1575–1655)
- Didier Hérauld ou Désiré et Didier Herault, Desiderius Heraldus, dit aussi David Leidhresseru (1579–1649)
- Nicolas-Claude Fabri de Peiresc ou de Peyresc (1580–1637)
- Claude Saumaise (1588–1653)
- Jacobus Palmerius, ou Jacques Le Paulmier (1587–1670)
- François Viger ou Vigier, Vigerius (c. 1590–1647)
- Henri de Valois ou Valesius (1603–1676), frère d'Adrien de Valois et de Charles de Valois
- Du Cange ou Charles du Fresne, sieur du Cange (1610–1688)
- Gilles Ménage (1613–1692)
- Tanneguy Le Fèvre ou Tanaquillus Faber (1615–1672)
- Jean Mabillon (1632–1707)
- Richard Simon (1638-1712)
- Jean Hardouin (1646–1729)
- Bernard de Montfaucon (1655–1741)

#### Savants hollandais
- Janus Dousa ou Jan van der Does (1545–1604)
- Juste Lipse ou Joost Lips, Justus Lipsius (1547–1606)
- Johannes van Meurs ou Johannes Meursius (1579–1639)
- Sigonius ou Carlo Sigonio (1520–1584)
- Ubbon Emmius (1547–1625)
- Hugo Grotius ou Huig de Groot, Hugo de Groot (1583–1645)
- Daniel Heinsius (1580–1655)
- Gérard Vossius ou Voss (1577–1649)
- Isaac Vossius ou Voss (1618–1689)
- Nicolas Heinsius ou Nicolaas, Nicolaus Heinsius (1620–1681)
- Bonaventura Vulcanius ou De Smet (1538-1614)

#### Savants allemands
- Jan Gruter ou Gruytere, Janus Gruterus (1560–1627)
- Scioppius ou Caspar Schoppe (1576–1649)
- Johann Philipp Pareus dit aussi Wängler (1576–1648)
- Philip Cluwer ou Clüver, Cluvie, dit Cluverius (1580–1623)
- Helias Putschius (1580-1606)
- Gaspard de Barth dit Barth ou Barthius (1587–1658)
- Jean Freinsheim ou Jean Freinshemius (1608–1660)
- Ézéchiel Spanheim (1629–1710)

#### Savants italiens
- Leone Allacci ou Leo Allatius (1586–1669)
- Raffaello Fabretti ou Raffaele Fabretti (1618–1700)

#### Savants anglais
- Thomas Stanley (1625–1678)
- Joshua Barnes (1654–1712)
- Thomas Howard d'Arundel (1585–1646)

### Période anglo-néerlandaise
Depuis Bentley jusqu'au début de Wolf

#### Savants anglais
- Richard Bentley (1662–1742)
- John Potter (c. 1674–1747)
- Jeremiah Markland (1693–1776)
- Samuel Musgrave (1732–1780)
- Gilbert Wakefield (1759–1801)
- Richard Porson (1759–1808)
- Peter Paul Dobree (1782–1825)
- Peter Elmsley (1773–1825)
- Jonathan Toup (1713–1785)
- Thomas Tyrwhitt (1730–1786)

#### Savants hollandais
- Jakob Gronovius (1645–1716)
- Lambert Bos (1670–1717)
- Jean Le Clerc ou Jean Leclerc, Johannes Clericus (1657–1736)
- Pieter Burmann le Jeune ou Petrus Burmannus Secundus (1713–1778)
- Pieter Burmann ou Petrus Burmannus Senior (1668–1741), oncle du précédent
- Arnold Drakenborch (1684–1748)
- Peter Wesseling (1692–1764)
- Frans van Oudendorp ou Franciscus Oudendorp (1696–1761)
- Tiberius Hemsterhuis ou Tiberius Hemsterhusius (1685–1766)
- Lodewijk Caspar Valckenaer (1715–1785)
- David Ruhnkenius ou David Ruhnken (1723–1798)
- Daniel Albert Wyttenbach (1746–1820)

#### Savants allemands
- Johann Albert Fabricius (1668–1736)
- Johann Matthias Gesner (1691–1761)
- Johann August Ernesti (1707–1781)
- Johann Jakob Reiske (1716–1774)
- Johann Joachim Winckelmann (1717–1768)
- Jörgen Zoega ou Georges Zoéga (1755–1809)
- Christian Gottlob Heyne (1729–1812)
- Joseph Hilarius Eckhel (1737–1798)
- Gottlieb Christoph Harless ou Harles (1738–1815)
- Christian Gottfried Schütz (1747–1832)
- Johann Heinrich Voß dit aussi Jean Henri Voss (1751–1826)
- Georg Ludwig Spalding (1762–1811)
- Friedrich Jacobs (1764–1847)

#### Savants français
- Louis-Sébastien Le Nain de Tillemont (1637–1698)
- Pierre-Jean Burette (1665–1747)
- Nicolas Fréret (1688–1749)
- Anselmo Banduri (1671–1743)
- Jean Bouhier (1673–1746)
- Michel Fourmont (1690–1746)
- Anne Claude Philippe, comte de Caylus (1692–1765)
- Jean Levesque de Burigny (1692–1785)
- Jean-Baptiste Bourguignon d'Anville (1697–1782)
- Charles Le Beau ou Lebéau (1701–1778)
- Jean-François Séguier (1703–1784)
- Étienne Bonnot de Condillac (1714-1780)
- Jean-Jacques Barthélemy (1716–1795)
- Pierre-Henri Larcher (1726–1812)
- Richard François Philippe Brunck (1729–1803)
- Jérémie Jacques Oberlin (1735–1806)
- Pierre-Charles Levesque (1736–1812)
- Edward Gibbon (1737–1794)
- Jean Schweighaeuser ou Johann Schweighäuser, Johannes Schweighæuser (1742–1830)
- Guillaume de Sainte-Croix ou Baron de Sainte-Croix (1746–1809)
- Adamantios Coray (1748–1833)
- Jean-Baptiste-Gaspard d'Ansse de Villoison (1750–1805)
- Marie-Gabriel-Florent-Auguste de Choiseul-Gouffier (1752–1817)
- Jean-Baptiste Gail (1755–1829)
- Volney (1757-1820)
- Antoine-Isaac Silvestre de Sacy (1758-1838)

#### Savants italiens
- Jacopo Facciolati (1682–1769)
- Egidio Forcellini (1688–1768), élève du précèdent
- Francesco Scipione, marquis de Maffei (1675–1755)
- Jacopo Morelli (1797-1819)
- Ludovico Antonio Muratori, Ludovicus Antonius Muratori, dit Lamindius Pritanius (1672-1750)

### Période allemande
Depuis 1783 (Wolf) jusqu'à la fin du XIXe siècle

#### Savants allemands
- Friedrich August Wolf (1759-1824)
- Karl August Böttiger (1760-1835)
- Philipp Buttmann ou Philipp Karl Buttmann (1764-1829)
- Wilhelm von Humboldt (1767-1835)
- Friedrich Schleiermacher ou Friedrich Daniel Ernst Schleiermacher (1768-1834)
- Friedrich Creuzer ou Georg Friedrich Creuzer (1771-1858)
- Friedrich Schlegel (1772-1829)
- Gottfried Hermann (1772-1848)
- Heinrich Karl Eichstädt (de) ou Heinrich Carl Abraham Eichstaedt (1772-1848)
- Barthold Georg Niebuhr (1776-1831), fils de Carsten Niebuhr (1733-1815)
- Christian August Lobeck (1781-1860)
- Friedrich Thiersch (1784–1860)
- Friedrich Gottlieb Welcker (1784-1868)
- Jacob Grimm (1785-1863)
- August Böckh ou August Boeckh (1785-1867)
- Immanuel Bekker (1785-1871)
- Franz Passow (1786-1833)
- Ferdinand Gotthelf Hand (de) (1786-1851)
- Johann Caspar von Orelli (1787-1849)
- Christian Karl Josias von Bunsen (1791-1860)
- Gregor Wilhelm Nitzsch (de) (1790-1861)
- August Meineke (1790-1870)
- Franz Bopp (1791-1867)
- Ludwig von Döderlein (de) (1791-1863)
- August Wilhelm Zumpt (1815-1877)
- Karl Christian Reisig (de) (1792-1829)
- Karl Lachmann (1793-1851)
- Johann Gottfried Stallbaum (de) (1793-1861)
- Georg Friedrich Schömann (de) (1793-1879)
- Ernst Friedrich Poppo (de) (1794-1866)
- Eduard Gerhard (1795-1867)
- Wilhelm Adolf Becker (de) (1796-1846)
- Karl Otfried Müller (1797-1840)
- Johann Christian Felix Bähr (de) ou Johann Christian Felix Baehr (1798-1872)
- Gottfried Bernhardy (de) (1800-1875)
- Johann Georg Baiter (de) (1801-1877)
- Peter Wilhelm Forchhammer (de) (1801-1894)
- Wilhelm Dindorf (1802-1883)
- Ludwig Dindorf (de) (1805-1871)
- Karl Lehrs (de) (1802-1878)
- August Friedrich Pott (1802-1887)
- Wilhelm Freund (1806-1894)
- Leonhard Spengel (de) (1803-1880)
- Karl Friedrich Hermann (de) (1804-1855)
- Friedrich Wilhelm Ritschl (1806-1876)
- Anton Westermann (de) (1806-1869)
- Moriz Haupt (1808-1874)
- Karl Felix Halm (de) (1809-1882)
- Julius Ludwig Ideler (1809-1842)
- Ludwig Preller (de) (1809-1861)
- Hermann Sauppe (1809-1893)
- Friedrich Wilhelm Schneidewin (1810-1856)
- Theodor Bergk (de) (1812-1881)
- Johannes Minckwitz (1812-1885)
- Otto Jahn (1813-1869)
- Karl Wilhem Ludwig Müller ou Karl Müller (1813-1894)
- Ernst Curtius (1814-1896)
- Eduard Zeller (1814-1908)
- Hermann Bonitz (1814-1888)
- Hermann Köchly (de) ou Hermann Koechly (1815-1876)
- Wilhelm Rüstow (de) (1821-1878)
- Theodor Mommsen (1817-1903)
- Wilhelm Wattenbach (1819-1897)
- Georg Curtius (1820-1885)
- Wilhelm Paul Corssen (1820-1875)
- Karl von Paucker (1820-1883)
- Wilhelm-Sigismund Teuffel (1820-1878)
- Alfred Fleckeisen (de) (1820-1899)
- Adolf Kirchhoff (1826-1908)
- Ulrich Köhler (de) ou Ulrich Leopold Koehler (1838-1903)
- Wilhelm Dittenberger (1840-1906)
- Otto Ribbeck (de) (1827-1898)
- Conrad Bursian (1830-1883)
- Emil Baehrens (1848-1888)
- Wilhelm Baehrens (1885-1929)

#### Savants anglais
- Alexander Hamilton (en) (1762–1824)
- William Martin Leake (1777-1860)
- Thomas Gaisford (1779-1855)
- Charles James Blomfield (1786-1857)
- George Grote (1794-1871)
- George Long (1800-1879)
- Max Müller ou Friedrich Max Müller (1823-1900)
- Charles Thomas Newton (1816-1894)
- Alexander Stuart Murray (1841-1904)
- Samuel Birch (1813-1885)
- Reginald Stuart Poole (1832-1895)
- Barclay Vincent Head (1844-1914)
- Percy Gardner (1846-1937)

#### Savants hollandais ou néerlandais
- David Jacob van Lennep (1774-1853)
- Petrus Hofman Peerlkamp (1786-1865)
- Jacob Geel (nl) (1789 -1862)
- Carel Gabriel Cobet (nl) (1813-1889)

#### Savants italiens
- Gaetano Marini ou Luigi Gaetano Marini (1742-1815)
- Ennio Quirino Visconti ou Ennius Quirinus Visconti (1751-1818)
- Carlo Fea (1753-1836)
- Francesco Inghirami (1772-1846)
- Bartolomeo Borghesi (1781-1860)
- Angelo Mai (1782-1854)
- Domenico Sestini (it) (1750-1832)
- Francesco Maria Avellino (1778 -1850)
- Celestino Cavedoni (1795-1865)
- Luigi Canina (1795-1856)
- Giovanni Battista De Rossi (1822-1894)
- Giuseppe Fiorelli (1823-1896)

#### Savants danois
- Peter Oluf Brøndsted (1780-1842)
- Johan Nicolai Madvig (1804-1886)
- Kristen Jensen Lyngby (1829-1871)

#### Savants grecs
- Minoïde Mynas ou Minōΐdīs Kōnstantînos Mīnás ou Μινωΐδης Κωνσταντῖνος Μηνάς (1790-1860)
- Alexandros Rizos Rangavis ou Alexandre Rizos Rangabé ou Αλέξανδρος Ρίζος Ραγκαβής (1809-1892)

#### Savants français et belges
- Charles Athanase Walckenaer (1771-1852)
- Joseph-Marie de Gérando (1772-1842)
- Claude Fauriel (1772-1844)
- Antoine-Léonard Chézy (1773-1832)
- Jean François Boissonade de Fontarabie (1774-1857)
- Charles de Clarac (1777-1860)
- Charles-Benoît Hase ou Karl Benedikt Hase (1780-1864)
- Joseph Naudet (1786-1878)
- Jean-Antoine Letronne (1787-1848)
- Raoul-Rochette (1789-1854), succède à Aubin-Louis Millin (1759-1818) au Cabinet des médailles
- Ambroise Firmin Didot (1790-1876)
- Victor Cousin (1792-1867)
- Henri Patin (1793-1876)
- Philippe Le Bas (1794-1860)
- Félix Désiré Dehèque (1794-1870), maître d'Émile Egger (1813-1885)
- Joseph-Daniel Guigniaut (1794-1876)
- comte de Marcellus (1795-1861)
- Charles Alexandre (1797-1870)
- Amédée Thierry (1797-1873), frère de Augustin Thierry (1795-1856)
- Jean-Jacques Ampère (1800-1864)
- Jules Mohl (1800-1876)
- Eugène Burnouf (1801-1852), fils de Jean-Louis Burnouf (1775-1844)
- Émile Littré (1801-1881)
- Charles Lenormant (1802-1859), père de François Lenormant (1837-1883)
- Johann Friedrich Dübner (1802-1867)
- 8e duc de Luynes (1802-1867)
- Salomon Munk (1803-1867)
- Prosper Mérimée (1803-1870)
- Edgar Quinet (1803-1875)
- Joseph-Emmanuel-Ghislain Roulez (1806-1878)
- Félicien de Saulcy (1807-1880)
- Napoléon III (1808-1873)
- Xavier Marmier (1808-1892)
- Wladimir Brunet de Presle (1809-1875)
- Francisque Michel (1809-1887)
- Joseph Gantrelle (1809-1893)
- Achille Jubinal (1810-1875)
- Édouard Lefebvre de Laboulaye (1811-1883)
- Henri Michelant (1811-1890)
- Frédéric-Guillaume Bergmann (1812-1887)
- Alexis Pierron (1814-1878)
- Adrien Prévost de Longpérier (1816-1882)
- Jean-Joseph Thonissen (1816-1891)
- Édouard Sommer (1822-1866)
- Charles Thurot (1823-1882)
- Jules Oppert (1825-1905)
- Charles Ernest Beulé (1826-1874)
- François-Auguste Gevaert (1828-1908)
- Michel Bréal (1832-1915)
- Camille de La Berge (1837-1878), arrière-petit-fils de Carle Vernet (1758-1836)
- Charles Graux (1837-1910)
- Gaston Paris (1839-1903)
- Alfons Willems (1839-1912)
- Paul Meyer (1840-1917)
- Arsène Darmesteter (1846-1888)
- Johann Christoph Vollgraff (1848-1920)
- Gustave Lanson (1857-1934)